# Staatsliedenwijk (Baarn)

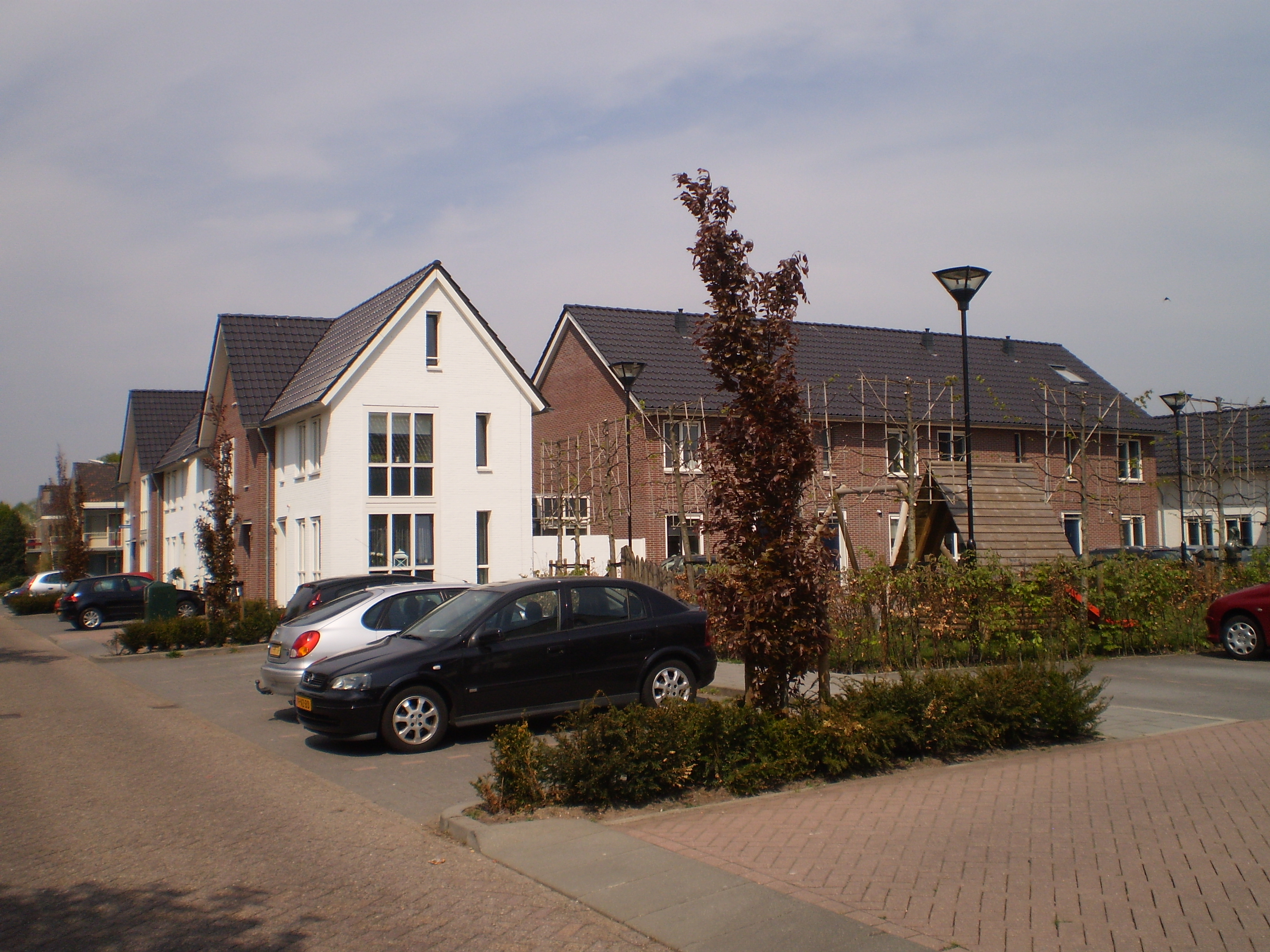
Staatsliedenbuurt

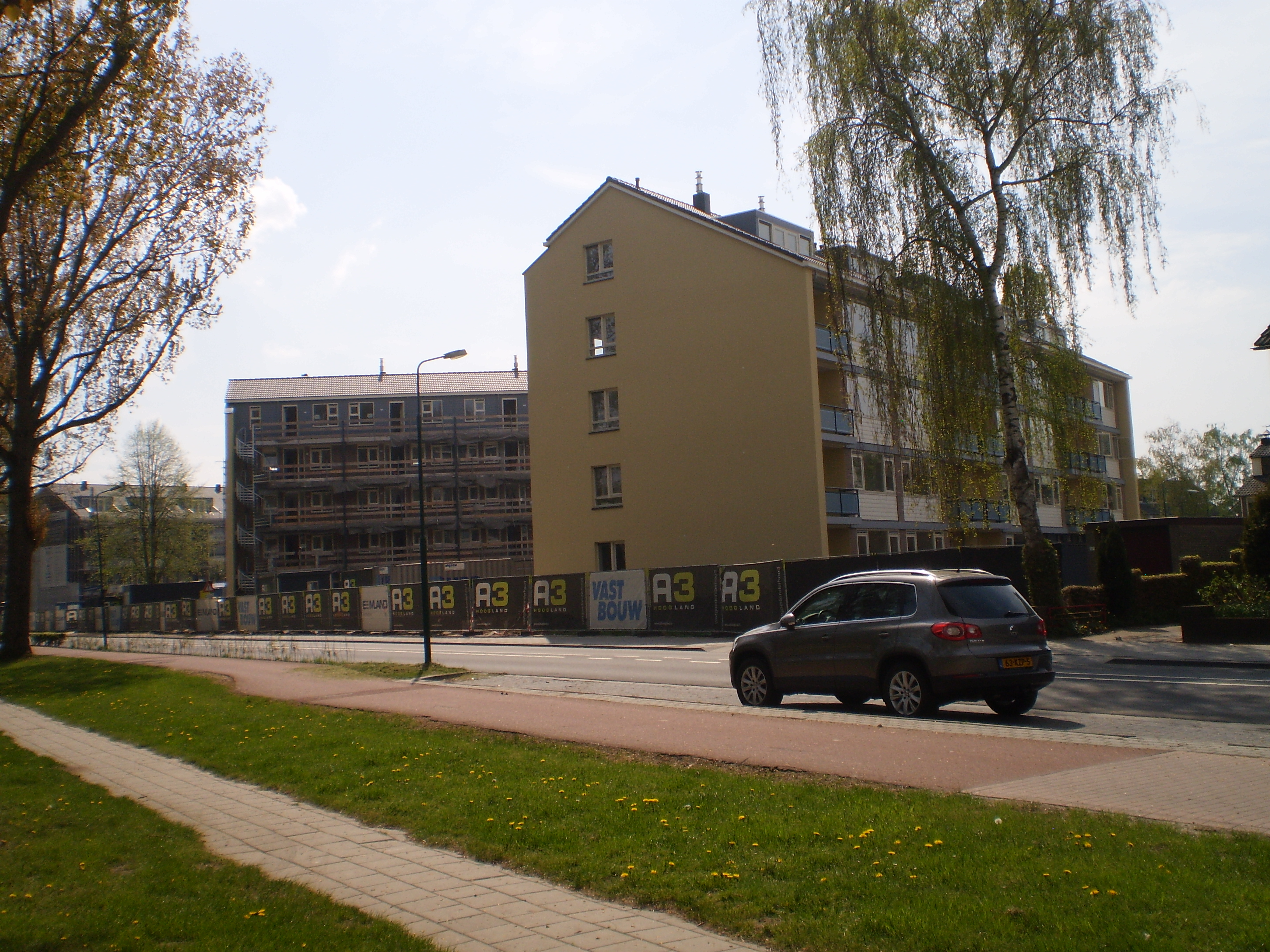
Schaepmanflats

De Staatsliedenwijk is een woonwijk aan de noordzijde van Baarn. De wijk met 1190 inwoners (2010) ligt tussen de Geerenweg en de Zandvoortweg en wordt begrensd door de Professorenwijk in het westen en de Schilderswijk aan de oostzijde. De wijk bestaat uit de Thorbeckelaan, Troelstralaan, Groen van Prinstererlaan, Nolenslaan, Kuyperlaan, Colijnlaan, Wibautlaan, Goeman Borgesiuslaan, Talmalaan en Schaepmanlaan.
De Staatsliedenwijk bestaat uit laagbouw met een aantal flats. De flats aan de Schaepmanlaan zijn in 2013 gerenoveerd.
Amaliapark ·
Centrum ·
Componistenwijk ·
Eemdal ·
Noordschil ·
Oosterhei ·
Pekingtuin ·
Prins Hendrikpark ·
Professorenwijk ·
Rode Dorp ·
Schilderswijk ·
Schoonoordpark ·
Staatsliedenwijk ·
Transvaalwijk ·
Tuindorp ·
Wilhelminapark ·
Zandvoort ·
Zeeheldenwijk